# Podocytisus caramanicus
Genre
Espèce
Podocytisus caramanicus est une espèce de plantes à fleurs dicotylédones de la famille des Fabaceae, sous-famille des Faboideae, originaire d'Afrique équatoriale. C'est l'unique espèce acceptée du genre Podocytisus (genre monotypique).

## Synonymes
Selon The Plant List (10 novembre 2018) :
- Cytisus caramanicus (Boiss. & Heldr.) Nyman
- Laburnum caramanicum (Boiss. & Heldr.) Benth. & Hook